# Blackstonia perfoliata
Blackstonia perfoliata là một loài thực vật có hoa trong họ Long đởm. Loài này được (L.) Huds. mô tả khoa học đầu tiên năm 1762. Chúng có thể được tìm thấy xung quanh lưu vực sông Địa Trung Hải và mở rộng về phía tây bắc châu Âu.